# 希尔德·利瓦伊
希尔德·利瓦伊（德語：Hilde Levi，1909年5月9日—2003年7月26日），德国和丹麦双重国籍物理学家，曾率先在生物和医药领域使用放射性同位素，即知名的放射自显影术和放射性碳定年法。她退休后而从事科学史研究，写作并出版诺贝尔化学奖得主乔治·德海韦西的传记。 
利瓦伊出生在法兰克福的无宗教犹太人家庭，於1929年進入慕尼黑大学就讀，随后在柏林的凯撒·威廉研究所进行博士研究，完成有关碱金属卤化物光谱的论文。1934年，她得到博士学位，但因纳粹党的反犹政策无法出任任何学术职务。她不得不转投丹麦。之后在哥本哈根大学的尼爾斯·波耳理论物理研究所找到了一份工作。其间，她与詹姆斯·弗兰克和乔治·德海韦西合作，发表了多篇有关放射性物质在生物学方面应用的论文。
1943年9月，纳粹开始追捕丹麦裔犹太人，利瓦伊逃往瑞典，她在當地协助文纳—格伦实验生物学研究所的约翰·伦斯特伦（John Runnström）科研。战后，她回到丹麦哥本哈根的动物生理学实验室。1947至1948年，她在美国学习了新发现的放射性碳定年法和放射自显影术，并将两项技术引入欧洲。1979年，她从动物生理学实验室退休，但继续在尼耳斯·玻尔文献馆工作，收集整理德海韦西的论文，最终发表了一部他的传记。

## 早年生活
1909年5月9日，希尔德·利瓦伊生于德国法兰克福。父亲名叫阿道夫·利瓦伊（Adolf Levi），是一家金属公司的销售经理，母亲名为克莱拉（Clara，原姓赖斯，即Reis），是一位印刷工人的女儿。她还有一个哥哥，名叫埃德温（Edwin）。幼年时期，利瓦伊显示出了音乐天赋，很早便学会了钢琴。夏天的时候，她会去巴伐利亚找同辈表亲们，在那里一同听理查德·施特劳斯和伊丽莎白·舒曼等音乐家的演出:267。
虽然都是犹太人，利瓦伊的家庭并不信犹太教，因此也不算当地犹太社区的一员:267。但当利瓦伊入小学时，信仰却被列为犹太教。宗教训练在学校是强制性的，因此她必须与当地的一位拉比一同上宗教课。这当即引发了她的反感，她告诉父母不愿再上这类课，并由此开始排斥宗教:269。
高中阶段，利瓦伊决心要当科学家。在高中的最后一年，她专心于一项有关光谱和摄影术的物理研究，项目也成了她后来的毕业设计（Oberreal Abiturium）。那年，她也是毕业班里唯一一个大学主修物理的女生。1928年4月毕业之后，父亲送她去英国生活了六个月，一面学英语，一面修养良好的举止:271。

## 科研经历

### 大学阶段
1929年，利瓦伊入读慕尼黑大学，在那里听了不少阿諾·索末菲的讲座课程。博士阶段，她收到柏林凯撒·威廉物理化学和电化学研究所的录取，在这里与后来的恋人，当时作为导师的汉斯·贝特合作，并向他学习分子光谱学。1932年至1934年间，在彼得·普林斯海姆（Peter Pringsheim）和弗里茨·哈伯的指导下，她完成了有关碱金属卤化物光谱的论文。1934年，她获得了由柏林大学授予的博士学位:271-5:779。

### 纳粹时期
然而在1934年之前，纳粹党已经在德国上台，利瓦伊的几位导师均被迫流亡，犹太人更是不得担任学术职位。国际大学妇女联合会在丹麦的分支帮助她在哥本哈根大学的尼尔斯·玻尔理论物理研究所找到了一份职位。詹姆斯·弗兰克当时也从德国逃难而来，尼尔斯·玻尔便询问他是否认识利瓦伊，又是否愿意收她作助理。弗兰克答复称他并不认识利瓦伊本人，但他了解后者的论文，并对这篇论文评价甚高:276。
1934年，利瓦伊与物理学家汉斯·贝特订婚:266，此前两人已相知9年:70-5。然而贝特的母亲，虽同为犹太人，却因利瓦伊的犹太身份而极力反对这桩婚事，在婚礼即将举行的前几天，贝特解除了婚约:275。此举震惊了弗兰克和玻尔；贝特虽然同为杰出的物理学家，自此却再也没有受邀进入尼尔斯·玻尔研究所，直至二战结束:279。利瓦伊其后一生未婚，但与来访研究所的不少物理学家都成为了好友，包括奥托·弗里施、乔治·普拉切克、鲁道夫·佩尔斯、莱昂·罗森菲尔德、愛德華·泰勒和维克托·魏斯科普夫:276。
利瓦伊起先与詹姆斯·弗兰克合作，发表了两篇有关叶绿素荧光现象的论文。1935年，弗兰克离开丹麦远赴美国。她转而协助匈牙利物理化学家乔治·德海韦西。当时感生放射性刚刚发现，这一现象，连同由此产生的短寿命放射性核素，都为放射性物质在生物学上的应用打开道路，她和德海韦西的研究正专注于此，其间两人也合作发表多篇论文。1938年，柏林大学撤消了她的博士学位。1940年4月，德国占领丹麦。1943年9月起，纳粹开始追捕丹麦籍犹太人，利瓦伊成了数千位逃往瑞典的犹太人中的一员。她随后加入文纳—格伦实验生物学研究所，为生物学家约翰·伦斯特伦工作，直至战争结束。

### 二战之后
二战结束，德海韦西选择留在瑞典，玻尔则决定放弃生物学研究，转而专精物理。利瓦伊回到丹麦哥本哈根，加入动物生理学实验室，与生物学家奧古斯特·克羅合作进行科研。1947至1948年间，经由玻尔、德海韦西和弗兰克三人的推荐，美国大学妇女联合会资助利瓦伊在芝加哥大学进行为期一年的学术科研活动。其间，她跟随威拉得·利比教授，并学到了后者新发明的放射性碳定年法:277。在罗彻斯特大学为美国原子能委员会工作期间，她还进一步发展了另一项新技术，即放射自显影术。
回到丹麦之后，她在丹麦国家博物馆工作，帮助他们建设碳定年的仪器。1951年，设备投入测试。随后测定出了格劳巴勒人（1952年在哥本哈根附近沼泽发现的一具男尸）的年份。而放射自显影术则被芬森实验室用于研究二氧化钍造影劑对人体的影响。1952年至1970年，利瓦伊担任丹麦国家健康委员会（Danish National Board of Health）顾问。1960年起，她在哥本哈根大学以讲师身份讲授课程。

## 晚年经历
1979年，利瓦伊从动物生理学实验室退休，又在尼尔斯·玻尔文献馆继续工作，专注收集早年一同共事过的德海韦西的论文。1985年，她发表了一部德海韦西的传记。作为后者长期的合作伙伴，利瓦伊没有细述这位诺贝尔奖得主的科研成就，而更多地描绘了他的内心世界和复杂个性。同年，她在哥本哈根市政厅组织了“玻尔百年诞辰纪念展”（Niels Bohr Centennial Exhibition）。2001年，她收到柏林洪堡大学的邀请，出席针对1933年被驱逐的犹太学生的纪念活动。2003年7月26日，希尔德·利瓦伊逝世于丹麦哥本哈根。